# Glegghorn
Glegghorn är en bergstopp i Schweiz.   Den ligger i regionen Landquart och kantonen Graubünden, i den östra delen av landet, 160 km öster om huvudstaden Bern. Toppen på Glegghorn är 2 447 meter över havet, eller 215 meter över den omgivande terrängen. Bredden vid basen är 0,76 km. Glegghorn ingår i Rätikon.
Terrängen runt Glegghorn är huvudsakligen bergig, men västerut är den kuperad. Närmaste större samhälle är Bad Ragaz, 6,5 km sydväst om Glegghorn. 
I omgivningarna runt Glegghorn växer i huvudsak blandskog. Runt Glegghorn är det ganska glesbefolkat, med 24 invånare per kvadratkilometer.